# Заручини

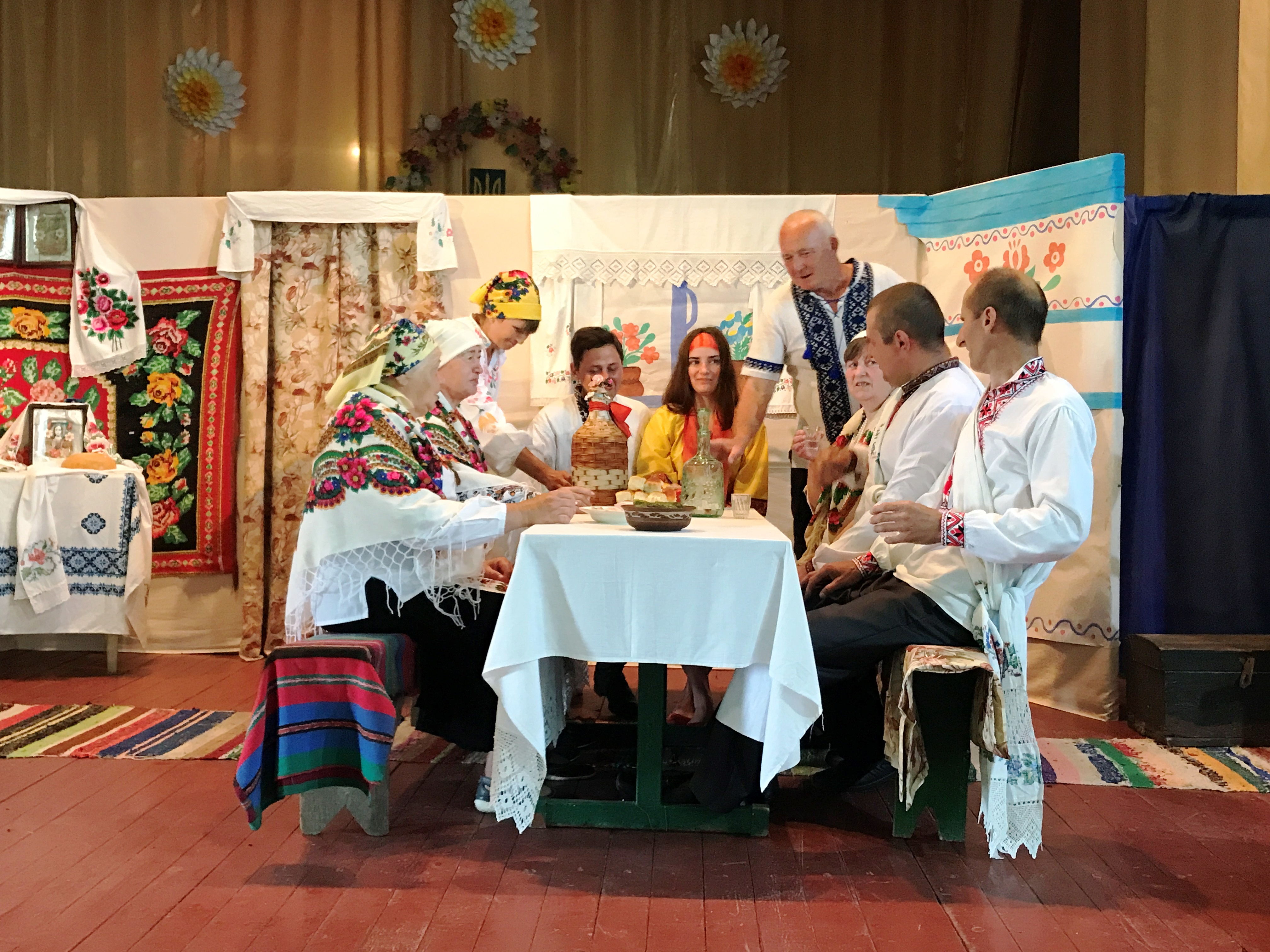
Традиційні українські заручини: фольклорно-обрядове дійство «Сватання», Хмельницька область

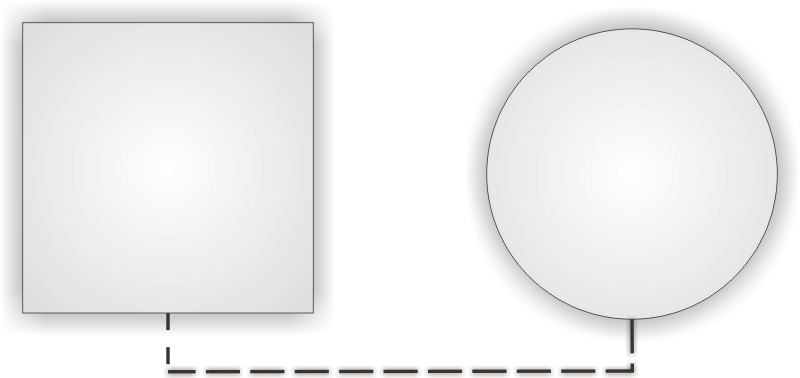
Позначення заручин у генограмі

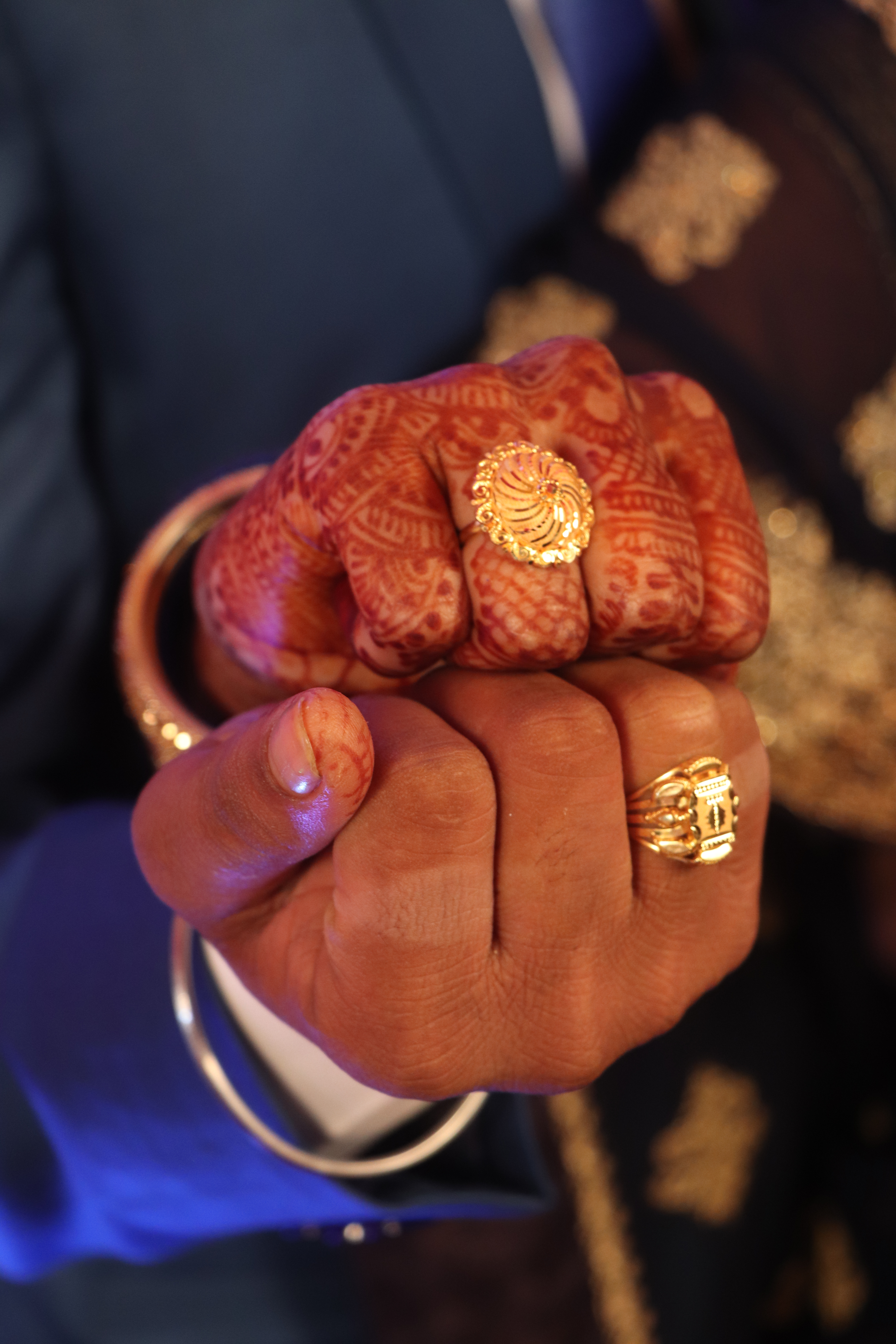
Індійська церемонія заручин

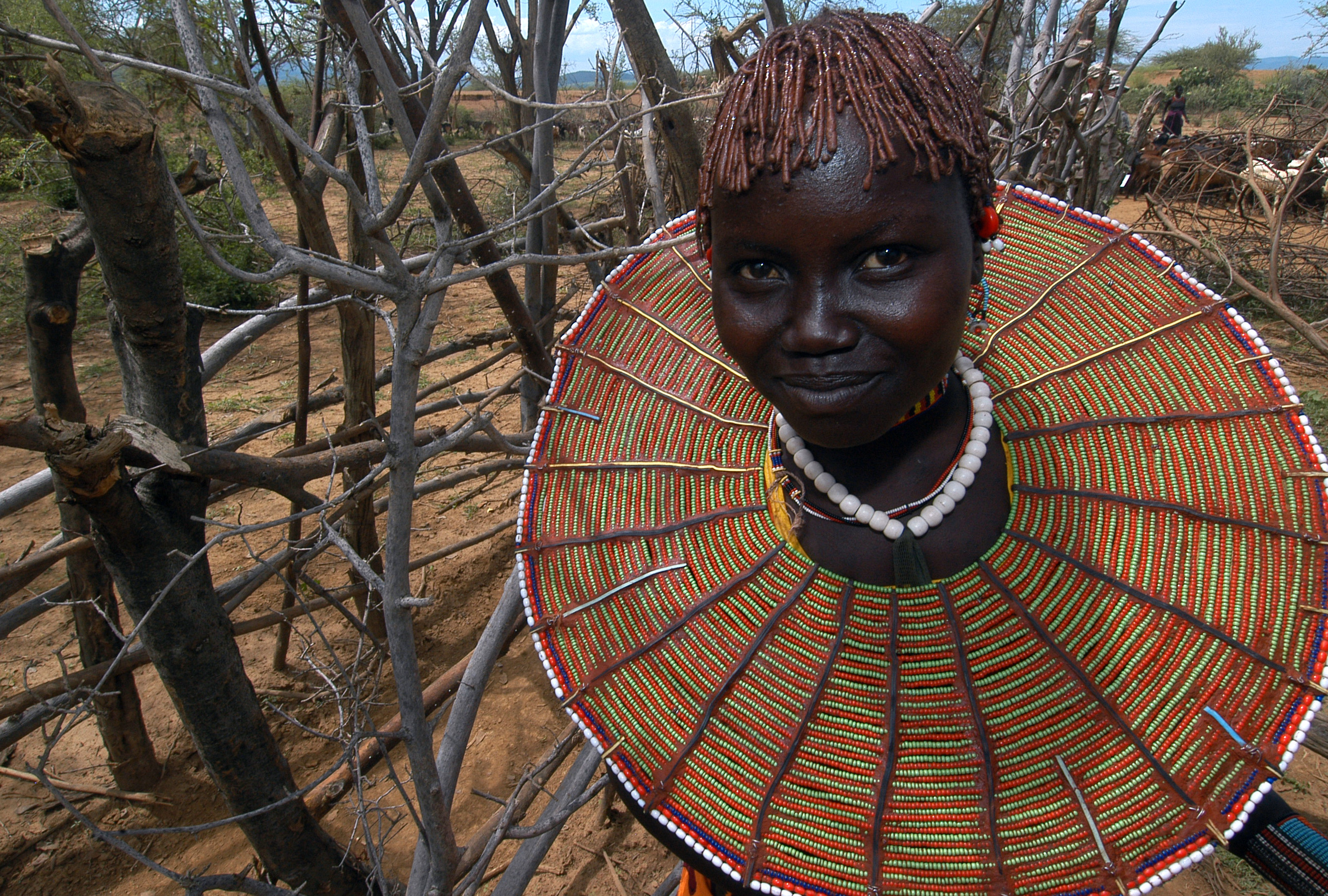
Дівчина з етнічної групи покот (Кенія): її нашийна прикраса означає, що вона заручена, 2006

Зару́чини — урочисте скріплення згоди сторін на весілля. Під час заручин може даруватися заручальний перстень — символ шлюбної пропозиції. Назва «заручини» походить від обрядового з'єднання рук молодих на хлібі, зерні, що, за народним звичаєм, набувало юридичної сили.

### Традиційні українські заручини
У давні часи до заручин ретельно готувались, влаштовували гарне застілля, наймали музик. На заручинах наречені сиділи одне біля одного, як на весіллі.
Заручини завжди влаштовували у домі нареченої у вихідний день. Окрім рідних, на заручини запрошували подруги нареченої та друзі нареченого. В деяких регіонах побутує думка, що на заручини потрібно йти непарною кількістю людей, начебто йдуть для парубка половинку брати.
На заручинах руки молодих зв'язують. Староста кладе хліб на столі та накриває його рушником, бере руку нареченої й кладе її поверх рушника, на руку нареченої лягала рука нареченого, а зверху — руки всіх присутніх свідків. Потім староста зв'язував всі руки рушником, примовляючи: «Не в'яжеться вузол, а в'яжеться слово, хто цей вузол розв'яже, хай дасть гроші на вінчання». Після чого хрещений батько або староста розв'язував руки. На заручинах сватів обдаровували: чоловіків перев'язували рушниками, жінок — хустками.
Після заручин не можна відмовлятись від шлюбу, а якщо таке сталось, то в давнину винних осуджували. До такої дівчини хлопці не хотіли засилати старостів, а дівчата таким хлопцям підсували гарбузи: боялись, що з ними це може повторитися.
В сучасних заручинах на перший план виступає не бажання домовитися про весілля, а публічно оголосити рідним та близьким про намір наречених одружитись. У сучасному сватанні поєднують такі обрядові традиції, як прихід старостів з житнім хлібом, замотаним у рушник, та пляшкою — для цікавості нерідко шукають старовинну сулію (велику пляшку) і затикають її кукурудзяним качаном; розмови про бичка та теличку, які забавляють публіку, перев'язування старостів, обмін подарунками.